# Jeux olympiques d'été de 2000
Les Jeux olympiques d'été de 2000, officiellement appelés Jeux de la XXVIIe olympiade de l'ère moderne, se sont déroulés à Sydney (Nouvelle-Galles du Sud, Australie) du 15 septembre au 1er octobre 2000. Ces derniers jeux du millénaire sont les deuxièmes à se tenir en Australie quarante-quatre ans après Melbourne en 1956.
Le comité d'organisation (SOCOG) est composé de 2 500 personnes et est assisté par 50 000 volontaires. Les compétitions se répartissent sur 36 sites. La plus grande partie des épreuves, ainsi que le village des athlètes sont concentrés dans le parc olympique de Homebush Bay près du centre-ville de Sydney. 199 nations et 10 651 athlètes (dont 4 069 femmes) prennent part à 300 épreuves dans 28 sports, dont le taekwondo et le triathlon qui font leur première apparition officielle au programme olympique.
Avec ses cinq médailles obtenues, la sprinteuse américaine Marion Jones fut considérée pendant longtemps comme l'héroïne de ces jeux, avant que le scandale de dopage lié au laboratoire Balco éclate. Après avoir avoué fin 2007 la prise de substances interdites, elle fut contrainte de restituer au CIO ses médailles obtenues à Sydney.
Comme tous les Jeux olympiques organisés dans l'hémisphère sud (à l'exception de ceux de Melbourne), l'appellation ne correspond pas à la saison en cours. Ainsi, les Jeux olympiques d'été de Sydney se sont en fait déroulés tout à la fin de l'hiver austral et au début du printemps.

## Élection de la ville hôte
L’Australie n’avait pas accueilli cet évènement depuis les Jeux olympiques d'été de 1956 à Melbourne, les villes de Brisbane et Melbourne furent battues aux élections des jeux d’été de 1992 et 1996. En 1989, la ville de Sydney et le gouvernement de la Nouvelle-Galles du Sud obtiennent le soutien du comité olympique australien à la candidature des jeux de l’an 2000. Immédiatement, Sydney obtient un large soutien de la population, des entreprises et des médias locaux.
Le 23 septembre 1993, au cours de sa 101e session tenue à Monaco, le Comité international olympique décide de confier l'organisation des derniers Jeux olympiques du millénaire à Sydney. Après une présentation de 30 minutes de chaque candidat, les membres du CIO désignent la ville australienne à l’issue du 4e tour de scrutin. Sydney devance la ville de Pékin de deux voix seulement. Les autres finalistes Manchester, Berlin et Istanbul sont éliminés lors des tours précédents. Deux autres villes retirèrent leur candidature au cours du processus d'appel d'offres : Milan et Brasilia.
| Villes     | Pays        | Tour 1 | Tour 2 | Tour 3 | Tour 4 |
| Sydney     | Australie   | 30     | 30     | 37     | 45     |
| Pékin      | Chine       | 32     | 37     | 40     | 43     |
| Manchester | Royaume-Uni | 11     | 13     | 11     | -      |
| Berlin     | Allemagne   | 9      | 9      | -      | -      |
| Istanbul   | Turquie     | 7      | -      | -      | -      |

## Organisation

### Emblèmes
Le logo des jeux de Sydney représente un athlète aux symboles et aux couleurs associés aux paysages de l'Australie. Les jambes, formés par un boomerang, sont rouges comme la terre de l'intérieur du pays. Les bras et la tête sont de couleur jaune à l'image du soleil. La silhouette porte une torche olympique laissant échapper un éclair bleu évoquant les plages et la baie de Sydney. La torche olympique est inspirée de l'Opéra de Sydney ainsi que des eaux bleues de l'Océan Pacifique. Elle est constituée de trois couches symbolisant la terre, le feu et l'eau. Comme pour les jeux précédents, la médaille olympique représente la déesse de la victoire brandissant une couronne de vainqueur. Sur le revers, figurent l'Opéra de Sydney, la torche et les anneaux olympiques. Les trois mascottes officielles reprennent les symboles de l'olympisme et du pays organisateur. Olly (diminutif d'olympique) est un kookaburra représente la générosité et l'universalité, symboles de l'olympisme. Syd (diminutif de Sydney) l'ornithorynque met en avant l'environnement ainsi que l'énergie du peuple australien. Millie (diminutif de millénaire) est un échidné représentant la technologie de l'an 2000.

### Sites olympiques
Le Parc olympique

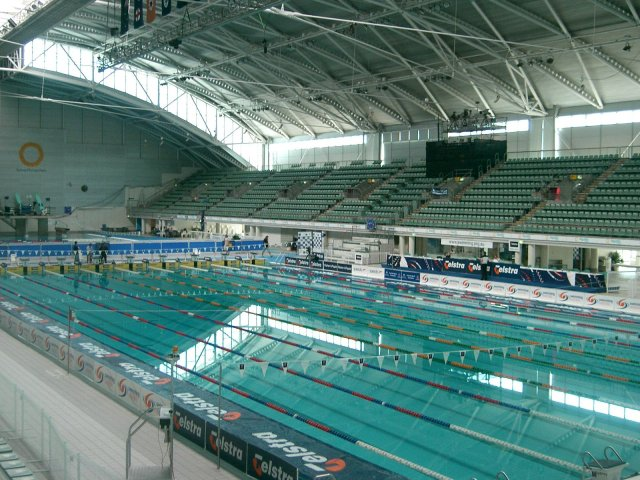
L'International Aquatic Centre de Sydney.

Le Sydney Olympic Park ou Parc Olympique de Sydney, situé à Homebush Bay à proximité du centre-ville, constitue le cœur des Jeux olympiques de Sydney. Il comprend le village olympique, ainsi qu'une dizaine d'installations sportives. Le Stade Olympique (Stadium Australia) fut construit spécialement pour les jeux de l’an 2000. D’une capacité de 110 000 places, cette enceinte sportive accueille les épreuves d’athlétisme, la finale de football ainsi que les cérémonies d’ouverture et de clôture. L'Aquatic Center (17 500 places) est le siège des compétitions de natation, de natation synchronisée, de plongeon, et de water polo. Ce bassin olympique fut considéré par Juan Antonio Samaranch, président du Comité international olympique, comme « la plus belle piscine qu’il ait vue de sa vie ». Les autres sites du parc olympique de Sydney sont le Centre de tennis NSW  (16 000 places), le State Hockey Centre (15 000 places), le Baseball Stadium et le Sydney International Archery Park. Par ailleurs, le Dome accueille les compétitions de badminton, de handball et de volleyball. Le Superdome celles de gymnastique et de basketball. Enfin, les épreuves de tennis de table et de taekwondo ont lieu au State Sports Centre.
Les autres sites 

Il s'agit de la salle Convention and Exhibition Centre (lutte, boxe, judo et escrime), du vélodrome Dunc Gray, des Centres internationaux de tir et d'équitation, du Blacktown Olympic Centre (baseball et softball) et du Stade de football de Sydney. Les courses d'aviron et de canoë-Kayak sont disputés au Regatta Centre, les régates de voile dans la baie de Sydney. Les matchs de volley-ball ont lieu au Sydney Entertainment Centre ainsi que sur la plage de Bondi Beach. Des matchs du tournoi olympique de football sont disputés à l'extérieur de Sydney : Canberra (Bruce Stadium), Adelaide (Hindmarsh Stadium), Melbourne (Cricket Ground) et Brisbane (Cricket Ground).
Le village olympique

Situé au sein du parc de Homebush Bay, le village olympique de Sydney est le premier à héberger l'ensemble des compétiteurs dans un seul endroit. 10 000 athlètes et 5 000 officiels sont logés dans 800 maisons et 350 appartements dont l'architecture rappelle les immeubles de la ville de Sydney. Construit sur 94 hectares et mesurant 1,5 km de long, le village comprend un restaurant, un centre commercial, une banque, un hôpital et même une discothèque.
Ce lieu fut conçu en respect de l'environnement. Fonctionnant avec l'énergie solaire, il fut construit en matériaux recyclables et produits verts. Sydney fut la première ville à inclure le volet écologique dans son dossier de candidature.

### Cérémonies

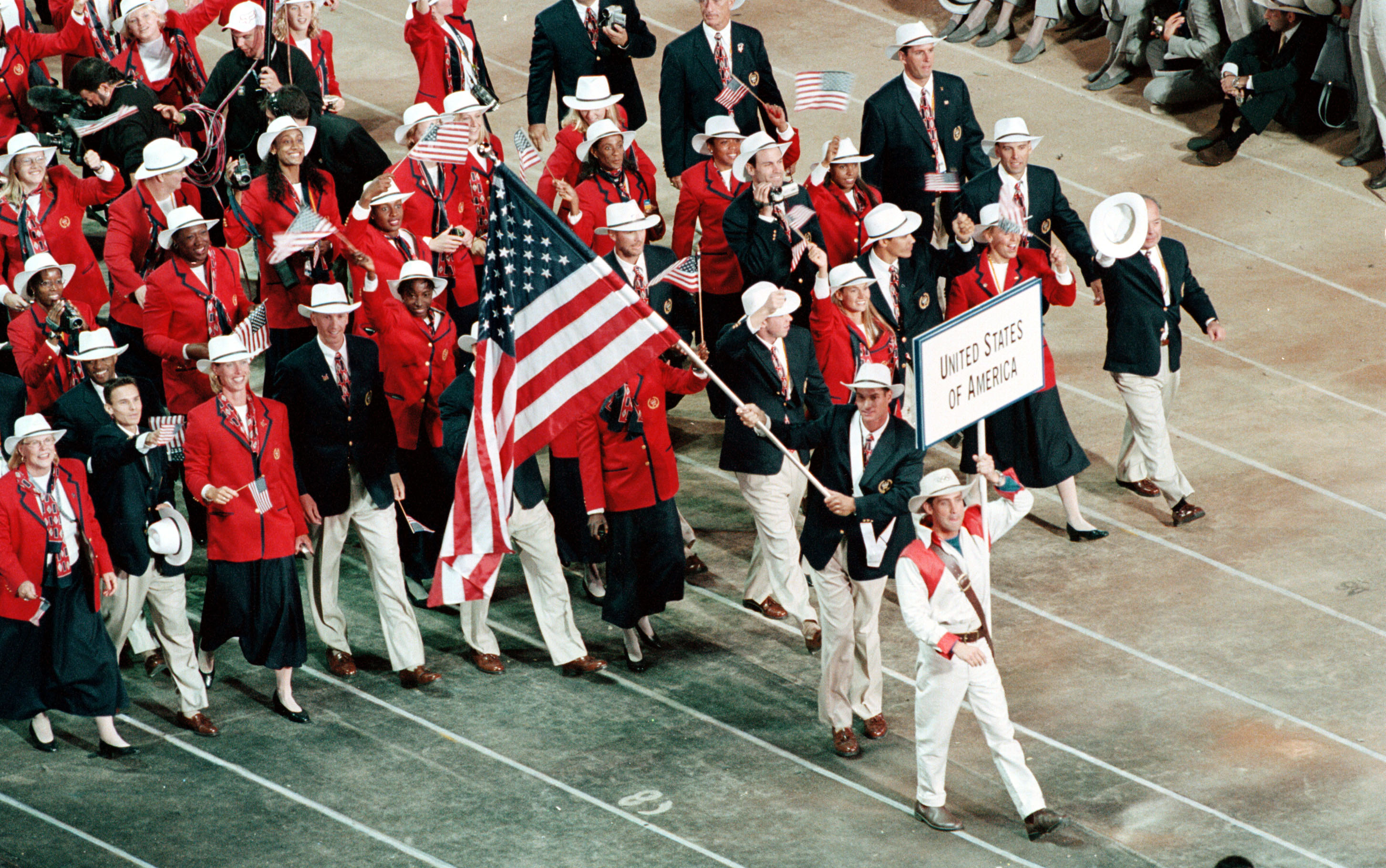
La délégation des États-Unis lors de la cérémonie d'ouverture.

La cérémonie d'ouverture des Jeux olympiques d'été 2000 se déroule le 15 septembre 2000 devant les 110 000 spectateurs du stade olympique de Sydney. Le spectacle débute avec la star international australienne Olivia Newton-john et le chanteur populaire australien John Farham avec la chanson Dare to dream. Le spectacle est conçu par Ric Birch et David Atkins, est un hommage à l'histoire de l'Australie. Il débute par l’entrée de près de 120 cavaliers avant d’évoquer les symboles de l’Australie que sont l’océan, le désert et les animaux. La culture aborigène est à de nombreuses reprises mise en avant par l’intermédiaire de chants et de danses traditionnelles. Les 199 nations pénètrent ensuite dans le stade. Les deux Corée défilent ensemble, dans les mêmes tenues, et derrière le même drapeau : le profil bleu ciel de la péninsule sur fond blanc, et porté par deux athlètes, un de chaque pays. Le serment olympique est prêté par la joueuse de Hockey Rechelle Hawkes. Cathy Freeman, Australienne aux origines aborigènes, allume la flamme olympique en tant que dernière relayeuse de la torche. Elle fut choisie comme symbole de la volonté de réconciliation entre les Aborigènes et les descendants des migrants européens. Elle remporta lors de ces jeux la médaille d'or de la course du 400 mètres. Pour conclure cette cérémonie, William Deane, gouverneur général d’Australie, déclare officiellement l’ouverture des jeux de la XXVIIe olympiade.
La cérémonie de clôture met en scène de manière festive la culture populaire australienne avec le rappel de films locaux (Crocodile Dundee, Priscilla, folle du désert, ...). Kylie Minogue, la chanteuse australienne a participé à cette cérémonie en chantant les titres Dancing Queen et On A Night Like This. L'événement se conclut par un concert du groupe INXS.

## Nations participantes

Nations participantes aux Jeux olympiques de 2000.
Pays participant pour la première fois.
Pays ayant déjà participé.

Quatre pays ont fait leur entrée dans les Jeux olympiques : l'Érythrée, les États fédérés de Micronésie, les Palaos et le Timor oriental. Ce pays, nouvellement indépendant et victime de combats contre l'armée indonésienne, fut invité au dernier moment par le Comité international olympique. Quatre athlètes timorais participèrent à titre individuel en tant qu'« athlètes internationaux olympiques ».
199 nations ont participé aux Jeux olympiques de Sydney, soit deux de plus que les jeux précédents d'Atlanta de 1996. Au total, 10 651 athlètes (4 069 femmes et 6 582 hommes) ont participé aux épreuves
| Afrique | Amériques | Asie | Europe | Océanie |
| - Afrique du Sud (127) - Algérie (47) - Angola (30) - Bénin (2) - Botswana (7) - Burkina Faso (2) - Burundi (6) - Cameroun (34) - Cap-Vert (2) - République centrafricaine (3) - Comores (2) - République du Congo (4) - Côte d'Ivoire (14) - Djibouti (2) - Égypte (89) - Érythrée (3) - Éthiopie (26) - Gabon (5) - Gambie (2) - Ghana (22) - Guinée (6) - Guinée-Bissau (3) - Guinée équatoriale (4) - Kenya (56) - Lesotho (6) - Liberia (8) - Libye (3) - Madagascar (11) - Malawi (2) - Mali (5) - Maroc (55) - Maurice (20) - Mauritanie (2) - Mozambique (5) - Namibie (12) - Niger (4) - Nigeria (83) - Ouganda (13) - République démocratique du Congo (3) - Rwanda (5) - Sao Tomé-et-Principe (2) - Sénégal (26) - Seychelles (9) - Sierra Leone (3) - Somalie (2) - Soudan (3) - Swaziland (6) - Tanzanie (4) - Tchad (2) - Togo (3) - Tunisie (47) - Zambie (8) - Zimbabwe (16) | - Antigua-et-Barbuda (3) - Antilles néerlandaises (7) - Argentine (143) - Aruba (5) - Bahamas (25) - Barbade (18) - Belize (2) - Bermudes (6) - Bolivie (5) - Brésil (205) - Îles Caïmans (3) - Canada (294) - Chili (50) - Colombie (44) - Costa Rica (7) - Cuba (229) - Dominique (4) - Équateur (10) - États-Unis (586) - Grenade (3) - Guatemala (15) - Guyana (4) - Haïti (5) - Honduras (20) - Îles Vierges des États-Unis (9) - Îles Vierges britanniques (1) - Jamaïque (48) - Mexique (78) - Nicaragua (6) - Panama (6) - Paraguay (5) - Pérou (21) - Porto Rico (29) - République dominicaine (13) - Saint-Christophe-et-Niévès (2) - Sainte-Lucie (5) - Saint-Vincent-et-les-Grenadines (4) - Salvador (8) - Suriname (4) - Trinité-et-Tobago (19) - Uruguay (14) - Venezuela (50) | - Arabie saoudite (77) - Bahreïn (4) - Bangladesh (4) - Bhoutan (2) - Birmanie (7) - Brunei (1) - Cambodge (4) - Chine (271) - Corée du Nord (31) - Corée du Sud (281) - Émirats arabes unis (4) - Hong Kong (31) - Inde (65) - Indonésie (47) - Irak (4) - Iran (35) - Japon (266) - Jordanie (8) - Kazakhstan (130) - Kirghizistan (18) - Koweït (29) - Laos (3) - Liban (6) - Malaisie (40) - Maldives (4) - Mongolie (34) - Népal (5) - Oman (6) - Ouzbékistan (70) - Pakistan (26) - Palestine (2) - Philippines (21) - Qatar (17) - Singapour (14) - Sri Lanka (18) - Syrie (8) - Tadjikistan (4) - Taipei chinois (74) - Thaïlande (52) - Turkménistan (8) - Viêt Nam (7) - Yémen (2) | - Albanie (5) - Allemagne (422) - Andorre (5) - Arménie (25) - Autriche (92) - Azerbaïdjan (29) - Belgique (68) - Biélorussie (139) - Bosnie-Herzégovine (9) - Bulgarie (91) - Chypre (22) - Croatie (88) - Danemark (97) - Espagne (326) - Estonie (33) - Finlande (70) - France (336) - Grande-Bretagne (332) - Géorgie (36) - Grèce (140) - Hongrie (178) - Irlande (64) - Islande (18) - Israël 39) - Italie (361) - Lettonie (45) - Liechtenstein (2) - Lituanie (61) - Luxembourg (7) - Malte (7) - Macédoine du Nord (8) - Moldavie (34) - Monaco (4) - Norvège (95) - Pays-Bas (243) - Pologne (187) - Portugal (62) - Tchéquie (119) - Roumanie (145) - Russie (435) - Saint-Marin (4) - Suède (149) - Suisse (105) - Slovaquie (114) - Slovénie (74) - Turquie (57) - Ukraine (230) - Yougoslavie (111) | - Australie (632) - Îles Cook (3) - Fidji (7) - Guam (7) - Micronésie (5) - Nauru (2) - Nouvelle-Zélande (151) - Palaos (5) - Papouasie-Nouvelle-Guinée (5) - Îles Salomon (2) - Samoa (5) - Samoa américaines (5) - Tonga (3) - Vanuatu (3) |
| 53 pays | 42 pays | 44 pays | 47 pays | 14 pays |
| - Athlètes olympiques indépendants (originaires du Timor oriental) (4) | | | | |

## Compétition

### Sports et résultats
Deux nouveaux sports font leur entrée lors de ces jeux, le taekwondo et le triathlon. Par ailleurs, de nouvelles disciplines apparaissent (le duo et le plongeon synchronisés en natation, le trampoline en gymnastique, le keirin et la course américaine en cyclisme, le fortyniner en voile).
Enfin, des disciplines réservées jusqu'alors aux hommes s'ouvrent aux femmes tels le marteau et le saut à la perche (athlétisme), la fosse et le skeet olympique (tir), le water polo, l'haltérophilie et le pentathlon moderne.
Au total, ce sont 28 sports et 300 épreuves qui figurent au programme de ces jeux de 2000.
| - Athlétisme (46) - Aviron (14) - Badminton (5) - Baseball (1) - Basket-ball (2) - Boxe (12) - Canoë-kayak (16) - Cyclisme (18) - Équitation (6) - Escrime (10) - Football (2) | - Gymnastique (18) - Haltérophilie (15) - Handball (2) - Hockey sur gazon (2) - Judo (14) - Lutte (16) - Pentathlon moderne (2) - Natation (32) - Natation synchronisée (2) - Plongeon (4) | - Water-polo (2) - Softball (1) - Sports équestres (6) - Taekwondo (8) - Tennis (4) - Tennis de table (4) - Tir (17) - Tir à l'arc (4) - Triathlon (2) - Voile (11) - Volley-ball (2) |

### Faits marquants
Athlétisme

Résultats détaillés

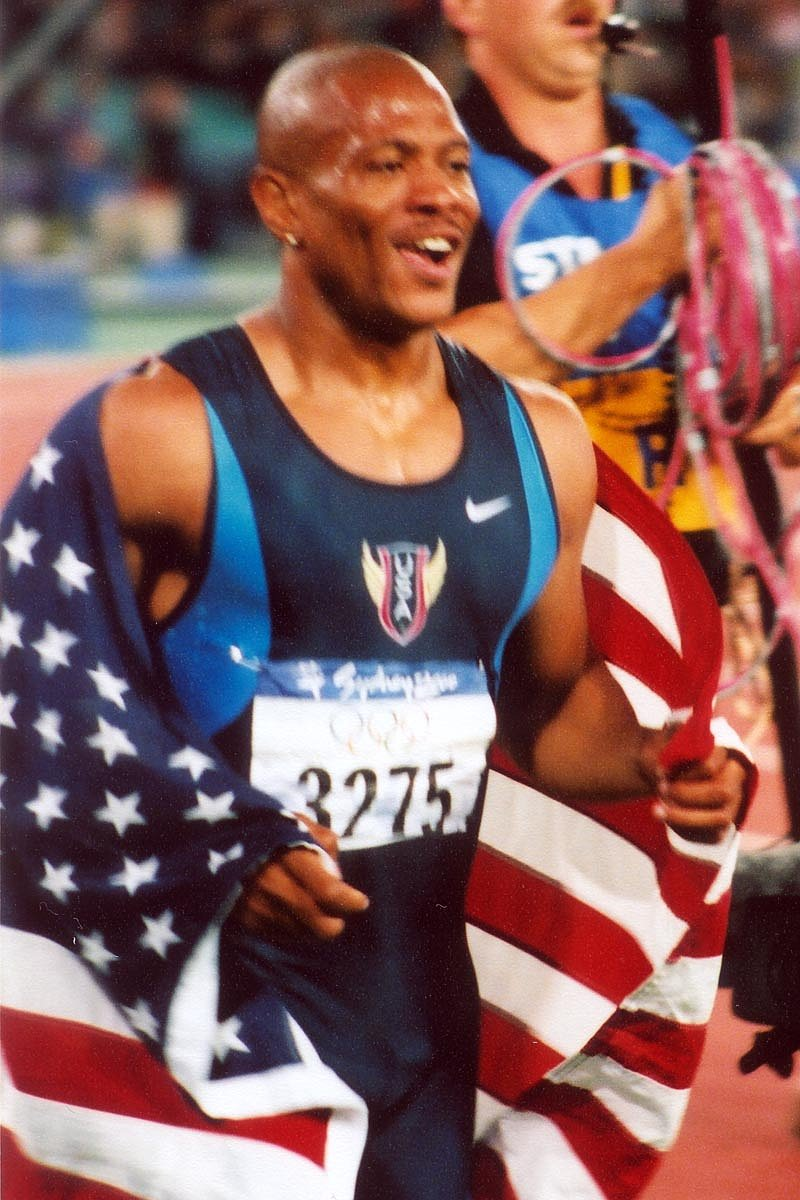
Maurice Greene après sa victoire sur le 100 m.

En sprint, Maurice Greene devient l'homme le plus rapide du monde sur 100 m en 9 s 87, alors que Konstadínos Kedéris remporte le 200 m, le premier titre de la Grèce depuis 1896. Sur le tour de piste, Michael Johnson conserve son titre d’Atlanta, Cathy Freeman réussit quant à elle le pari de s’imposer sur son sol. L’Australienne d’origine aborigène devient ainsi la première athlète ayant allumé la flamme olympique à remporter une médaille d'or dans les mêmes jeux. Angelo Taylor permet aux États-Unis de remporter leur cinquième titre consécutif sur le 400 m haies. Avec la médaille d’argent de la Jamaïque sur le relais 4 × 100 m, Merlene Ottey devient l’athlète féminine la plus décorée aux Jeux olympiques. Sur le 800 m, le favori Wilson Kipketer subit la loi de l’Allemand Nils Schumann, alors que le Kényan Noah Ngeny surprend le favori marocain Hicham El Guerrouj sur 1 500 m. En fond, l’Éthiopien Haile Gebrselassie est pour la seconde fois victorieux du 10 000 m. Sa compatriote Derartu Tulu remporte également cette épreuve après son titre en 1992 et une grossesse. Le Polonais Robert Korzeniowski devient le premier homme à s'adjuger les deux épreuves de marche lors de la même olympiade. Jan Železný conserve son titre du lancer du javelot et signe une troisième victoire de rang. Au disque, la Biélorusse Ellina Zvereva devient, à près de 40 ans, l’athlète la plus âgée à remporter un titre olympique. Nick Hysong s’impose dans l’épreuve du saut à la perche, une première américaine depuis Mexico en 1968.
Aviron

Résultats détaillés

Les nations européennes s’adjugent treize des quatorze titres disputés. À 38 ans, le rameur britannique Steve Redgrave réalise l’exploit de remporter son cinquième titre olympique consécutif, record sans précédent. Il décroche avec l'équipe du Royaume-Uni la médaille d’or dans l'épreuve du quatre sans barreur en devançant l’équipage italien de près de quatre dixièmes. Steve Redgrave conclut ainsi une série débutée aux Jeux olympiques de 1984 à Los Angeles. Sir Steve Redgrave est considéré comme l'un des plus grands sportifs du Royaume-Uni.
Badminton

Résultats détaillés

L’équipe de Chine poursuit sa domination mondiale dans ce sport en remportant quatre des cinq titres mis en jeu. En double messieurs, la victoire revient à la paire indonésienne.
Baseball

Résultats détaillés

L’équipe masculine des États-Unis bat les champions olympiques en titre cubains en finale (4-0). Cuba avait remporté les deux premiers titres de baseball à Barcelone et à Atlanta.
Basket-ball

Résultats détaillés

Les États-Unis d'Amérique remportent leur troisième titre olympique consécutif, leur douzième en quatorze participations. Elle bat l’équipe de France en finale de 10 points seulement, après avoir frôlé la correctionnelle en demi-finale face à la Lituanie. Côté féminin, les États-Unis conservent leur titre obtenu quatre ans plus tôt en disposant de l’Australie (76-54).
Boxe

Résultats détaillés

Les boxeurs cubains sont une nouvelle fois dominateurs en s’adjugeant six médailles dont quatre titres olympiques. Le Russe Oleg Saitov conserve son titre des welters alors que le Cubain Felix Savon remporte en catégorie poids-lourds sa troisième médaille d’or consécutive. Le Royaume-Uni décroche son premier titre en boxe depuis 1968. Brahim Asloum offre à la France une médaille d’or 64 ans après sa dernière victoire olympique.
Canoë-kayak

Résultats détaillés

L’Allemande Birgit Fischer devient l’athlète la plus titrée du canoë-kayak en remportant sa sixième et septième médaille d’or (K2 et K4). L’Allemagne et la Hongrie s’adjugent la moitié des épreuves.
Cyclisme

Résultats détaillés

La cycliste Leontien van Moorsel s'adjuge quatre médailles dont trois titres lors de ces jeux de Sydney. Sur route, la Néerlandaise remporte les deux épreuves. Elle s'impose au sprint final dans la course en ligne et devance ses rivales Mari Holden et Jeannie Longo-Ciprelli dans le contre-la-montre. Sur piste, Van Moorsel remporte sa troisième médaille d'or de ces jeux dans l'épreuve de la poursuite individuelle où elle bat en finale la Française Marion Clignet de près de cinq secondes. La cycliste de 30 ans parachève ses exploits par une médaille d'argent obtenue dans la course aux points. Félicia Ballanger est l'autre triomphatrice de ces Jeux avec deux médailles d'or, dont le titre du sprint. Chez les hommes, le cycliste américain Marty Nothstein offre à son pays la première médaille olympique sur piste depuis les Jeux de Los Angeles en 1984. Le titre de la course en ligne revient à l’Allemand Jan Ullrich et celui du contre-la-montre au Russe Viatcheslav Ekimov. La France, grâce à notamment à Florian Rousseau et à Miguel Martinez (en VTT), récolte huit médailles au total.
Équitation

Résultats détaillés

L’Allemagne et les Pays-Bas remportent quatre des six épreuves d’équitation. L’Australie signe une troisième victoire d’affilée au concours complet par équipe, les Allemands une cinquième au dressage.
Escrime

Résultats détaillés

L’italienne Valentina Vezzali ajoute deux médailles d’or supplémentaires à son palmarès, le Russe Pavel Kolobkov obtient son sixième podium olympique douze ans après sa première médaille à Séoul. La Hongroise Tímea Nagy conserve sa couronne olympique à l’épée individuel. L’Italie et la Russie remportent six des dix titres mis en jeu.
Football

Résultats détaillés

L’équipe du Cameroun crée la surprise en battant l’Espagne en finale après les tirs au but. Il s’agit de la première médaille d’or olympique de l’histoire pour ce pays. Le tournoi féminin revient à la Norvège qui bat les États-Unis en finale (avec un score de 3 buts à 2 après prolongations).
Gymnastique

Résultats détaillés

La Chine remporte le concours général masculin par équipe après quatre décennies de frustration. Ils mettent fin au règne russe débuté en 1980. Le titre féminin revient à l’équipe de Roumanie. En individuel, Alexei Nemov est le gymnaste le plus en vue de ces Jeux avec six médailles dont deux titres au concours général et à la barre fixe. Sa compatriote Svetlana Khorkina remporte l’or aux barres asymétriques. La Russie s’impose également en gymnastique rythmique et au trampoline, portant son total à neuf médailles d’or sur dix-huit épreuves.
Haltérophilie

Résultats détaillés

Le Turc Naim Suleymanoglu échoue dans sa tentative de conquête d’un quatrième titre olympique consécutif. Les Grecs Pyrros Dimas et Kakhi Kakhiashvili remportent leur troisièmes médailles d’or d’affilée. Les Chinois s’adjugent cinq des quinze titres olympiques.
Handball

Résultats détaillés

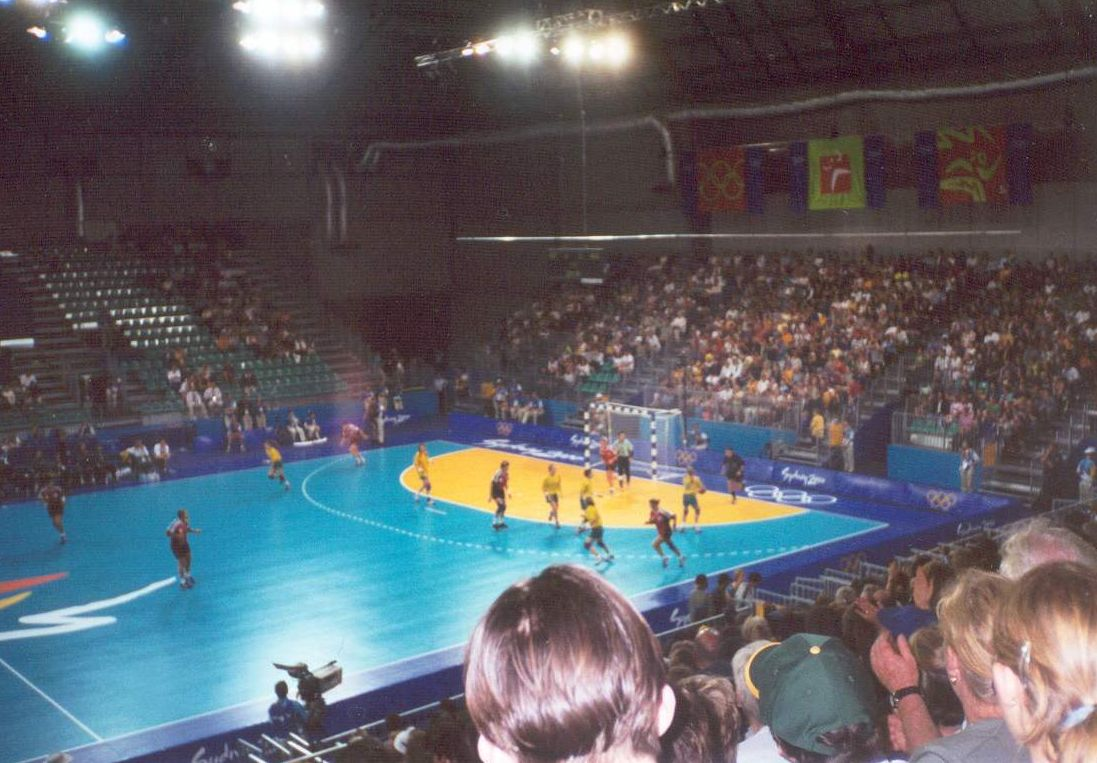
Rencontre de handball aux jeux de Sydney.

La Russie remporte pour la quatrième fois le tournoi olympique de handball masculin en battant la Suède 28 à 26 en finale. Les Suédois laisse échapper la victoire pour la troisième fois d'affilée. Le russe Andreï Lavrov devient à 38 ans le premier homme à remporter trois médailles d'or olympique en handball. Chez les dames, le Danemark bat la Hongrie en finale (31-26). La Corée du Sud ne figure pas sur le podium pour la première fois en 20 ans.
Hockey sur gazon

Résultats détaillés

L’équipe des Pays-Bas dispose de la Corée du Sud en finale après l’épreuve des tirs au but, et devient la première nation à conserver son titre depuis l’Inde en 1956. L’Australie s’impose face à l’Argentine dans le tournoi féminin et décroche à l’occasion sa troisième médaille d’or dans cette discipline.
Judo

Résultats détaillés

Le Français David Douillet conserve son titre des poids-lourds décroché quatre ans plus tôt à Atlanta, le japonais Tadahiro Nomura en fait de même en super-légers. Ces deux nations dominent par ailleurs la compétition avec 14 médailles en autant d’épreuves.
Lutte

Résultats détaillés

Dans le choc de ces Jeux olympiques en moins de 130 kg, l’Américain Rulon Gardner bat en finale le Russe Alexandre Kareline après treize ans d’invicibilité. « L’homme le plus fort du monde » n’avait pas perdu un combat international depuis 1987 et fut champion olympique en 1988, 1992 et 1996.
Natation

Résultats détaillés

Après un début de saison marqué par de multiples records du monde, la nageuse Inge de Bruijn confirme son état de forme en remportant quatre médailles dont trois d'or. Ses trois victoires sont toutes gagnées dans des épreuves individuelles. La Néerlandaise s'impose tout d'abord sur le 50 m nage libre où elle devance la Suédoise Therese Alshammar de 19 centièmes avant de remporter le 100 m nage libre devant la même concurrente pour 50 centièmes. Dans le 100 m papillon, Inge de Bruijn établit un nouveau record du monde de la distance (56 s 61) et décroche sa troisième médaille d'or de ces jeux. Elle obtient en supplément une médaille d'argent dans le relais 4 × 100 m avec l'équipe des Pays-Bas. Sur un plan général, les États-Unis dominent les épreuves avec 14 couronnes sur 32 épreuves. Ian Thorpe remporte quatre médailles, dont le titre du 400 m nage libre et deux relais et Pieter van den Hoogenband s'impose sur le 100 m et sur 200 m où il établit un nouveau record du monde. L'Américaine Jenny Thompson ajoute quatre médailles olympiques supplémentaires à son palmarès (10 médailles dont 8 titres). Michael Klim décroche quatre médailles alors que sa compatriote Brooke Bennett réalise le doublé 400 m et 800 m nage libre. Les épreuves de plongeon sont dominés par les Chinois, celles de natation synchronisée par les Russes. L'équipe de Hongrie remporte le tournoi masculin de water polo et l'Australie le tournoi féminin. Le nageur équatoguinéen Éric Moussambani, surnommé « Éric le nageur » ou « Éric l'anguille » (Eric the Eel) par les médias, il a connu une célébrité internationale éphémère, lorsqu'il réalisa son 100 m nage libre en 1 min 52 s 72, soit plus de deux fois le temps mis par ses concurrents (le record du monde de la discipline était de 47 s 84 secondes lors de ces Jeux olympiques), et 10 secondes de plus que le record du monde du 200 m, qui était de 1 min 42 s 96. Les médias relevèrent le caractère incongru de sa performance, tout en applaudissant son courage, perçu comme un symbole de l'esprit olympique.
Pentathlon moderne

Résultats détaillés

Le Russe Dmitry Svatkovsky remporte le titre masculin et la Britannique Stephanie Cook le titre féminin.
Softball

Résultats détaillés

À l’instar de leurs homologues masculins du baseball, l’équipe américaine de softball remporte le tournoi olympique en s’imposant lors des derniers matchs contre des adversaires les ayant battus lors du premier tour.
Taekwondo

Résultats détaillés

Six nations se partagent les titres de cette nouvelle discipline olympique, la Corée du Sud en remporte trois.
Tennis

Résultats détaillés

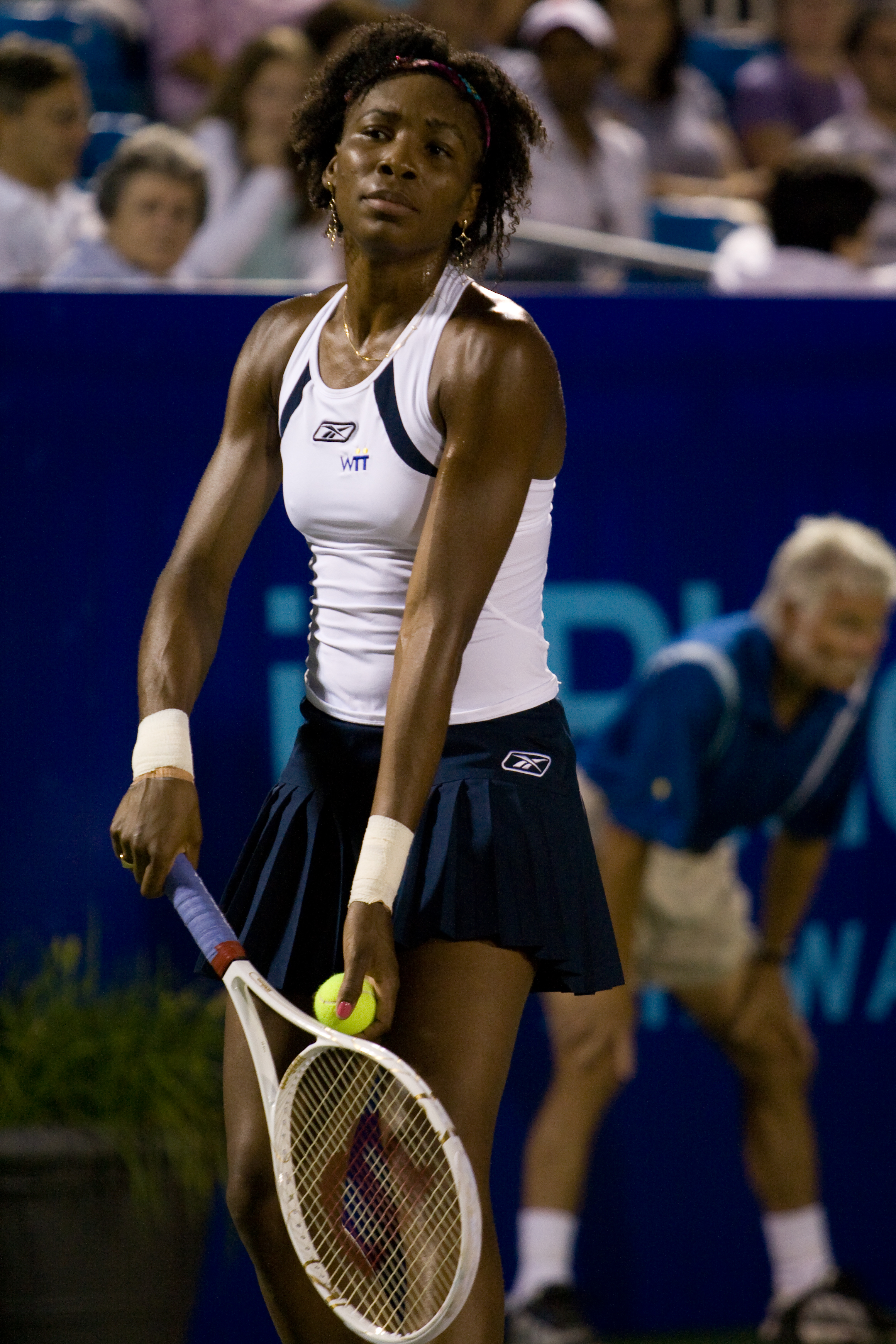
Venus Williams.

L’Américaine Venus Williams décroche deux médailles d’or, le simple dames et le double avec sa sœur Serena. Le Russe Ievgueni Kafelnikov remporte le tournoi masculin.
Tennis de table

Résultats détaillés

Comme à l’accoutumée, la Chine domine les épreuves du tennis de table avec quatre titres sur quatre et huit médailles sur douze. Wang Nan décroche deux médailles d’or.
Tir

Résultats détaillés

Les tireurs chinois montent huit fois sur le podium, dont trois sur la plus haute marche. Le Français Franck Dumoulin remporte le titre du pistolet à 10 mètres.
Tir à l'arc

Résultats détaillés

L’Australien Simon Fairweather remporte l’épreuve individuelle masculine alors que les archers de Corée du Sud s’emparent des trois autres titres, dont les épreuves féminines.
Triathlon

Résultats détaillés

Inscrit pour la première fois au programme des Jeux olympiques, le triathlon consacre le Canadien Simon Whitfield et la Suissesse Brigitte McMahon.
Voile

Résultats détaillés

L’Australie remporte, avec sa victoire en 470, sa première médaille d’or depuis 1972. Les Britanniques s’imposent à trois reprises (Europe, Finn et Laser). 10 000 spectateurs assistent à la dernière course des Jeux sur la baie de Sydney, soit la plus grande affluence enregistrée à l’occasion des régates olympiques.
Volley-ball

Résultats détaillés

L’équipe de Yougoslavie remporte le tournoi masculin face à la Russie alors que l’équipe de Cuba remporte son troisième titre féminin consécutif.
En beach volley, la paire américaine Dain Blanton et Eric Fonoimoana classée onzième mondiale bat les favoris brésiliens en finale. Chez les dames, la victoire revient à l’Australie.

### Records de médailles
| Athlète              | Pays       | Sport       | Médaille d'or, Jeux olympiques | Médaille d'argent, Jeux olympiques | Médaille de bronze, Jeux olympiques | Total |
| Ian Thorpe           | Australie  | Natation    | 3                              | 2                                  | 0                                   | 5     |
| Leontien van Moorsel | Pays-Bas   | Cyclisme    | 3                              | 1                                  | 0                                   | 4     |
| Inge de Bruijn       | Pays-Bas   | Natation    | 3                              | 1                                  | 0                                   | 4     |
| Jenny Thompson       | États-Unis | Natation    | 3                              | 0                                  | 1                                   | 4     |
| Svetlana Khorkina    | Russie     | Gymnastique | 2                              | 2                                  | 0                                   | 4     |
| Alexei Nemov         | Russie     | Gymnastique | 2                              | 1                                  | 3                                   | 6     |

NB : L'athlète américaine Marion Jones qui avait obtenu cinq médailles lors de ces jeux (trois d'or et deux de bronze) a reconnu s'être dopée le 5 octobre 2007. Par conséquent, ses médailles ont dû être restituées au CIO.

### Tableau des médailles
Quatre-vingt délégations repartent des jeux de Sydney avec au moins une médaille. Les États-Unis totalisent le plus grand nombre de podiums (94 dont 37 médailles d'or), devançant la Russie (88) et la Chine (59). L'Australie, pays hôte, réalise la plus belle moisson de récompenses olympiques de son histoire avec 58 médailles dont 16 titres.
- Pays organisateur (Australie)

| Rang  | Nation             | Or  | Argent | Bronze | Total |
| ----- | ------------------ | --- | ------ | ------ | ----- |
| 1     | États-Unis         | 37  | 24     | 32     | 93    |
| 2     | Russie             | 32  | 28     | 29     | 89    |
| 3     | Chine              | 28  | 16     | 14     | 58    |
| 4     | Australie          | 16  | 25     | 17     | 58    |
| 5     | Allemagne          | 13  | 17     | 26     | 56    |
| 6     | France             | 13  | 14     | 11     | 38    |
| 7     | Italie             | 13  | 8      | 13     | 34    |
| 8     | Pays-Bas           | 12  | 9      | 4      | 25    |
| 9     | Cuba               | 11  | 11     | 7      | 29    |
| 10    | Grande-Bretagne    | 11  | 10     | 7      | 28    |
| 11    | Roumanie           | 11  | 6      | 9      | 26    |
| 12    | Corée du Sud       | 8   | 10     | 10     | 28    |
| 13    | Hongrie            | 8   | 6      | 3      | 17    |
| 14    | Pologne            | 6   | 5      | 3      | 14    |
| 15    | Japon              | 5   | 8      | 5      | 18    |
| 16    | Bulgarie           | 5   | 6      | 2      | 13    |
| 17    | Grèce              | 4   | 6      | 3      | 13    |
| 18    | Suède              | 4   | 5      | 3      | 12    |
| 19    | Norvège            | 4   | 3      | 3      | 10    |
| 20    | Éthiopie           | 4   | 1      | 3      | 8     |
| 21    | Ukraine            | 3   | 10     | 10     | 23    |
| 22    | Kazakhstan         | 3   | 4      | 0      | 7     |
| 23    | Biélorussie        | 3   | 3      | 11     | 17    |
| 24    | Canada             | 3   | 3      | 8      | 14    |
| 25    | Espagne            | 3   | 3      | 5      | 11    |
| 26    | Turquie            | 3   | 0      | 2      | 5     |
| 27    | Iran               | 3   | 0      | 1      | 4     |
| 28    | République tchèque | 2   | 3      | 3      | 8     |
| 29    | Kenya              | 2   | 3      | 2      | 7     |
| 30    | Danemark           | 2   | 3      | 1      | 6     |
| 31    | Finlande           | 2   | 1      | 1      | 4     |
| 32    | Autriche           | 2   | 1      | 0      | 3     |
| 33    | Lituanie           | 2   | 0      | 3      | 5     |
| 34    | Azerbaïdjan        | 2   | 0      | 1      | 3     |
| 34    | Bahamas            | 2   | 0      | 1      | 3     |
| 36    | Slovénie           | 2   | 0      | 0      | 2     |
| 37    | Suisse             | 1   | 6      | 2      | 9     |
| 38    | Indonésie          | 1   | 3      | 2      | 6     |
| 39    | Slovaquie          | 1   | 3      | 1      | 5     |
| 40    | Mexique            | 1   | 2      | 3      | 6     |
| 41    | Nigéria            | 1   | 2      | 0      | 3     |
| 42    | Algérie            | 1   | 1      | 3      | 5     |
| 43    | Ouzbékistan        | 1   | 1      | 2      | 4     |
| 44    | Lettonie           | 1   | 1      | 1      | 3     |
| 44    | Yougoslavie        | 1   | 1      | 1      | 3     |
| 46    | Nouvelle-Zélande   | 1   | 0      | 3      | 4     |
| 47    | Estonie            | 1   | 0      | 2      | 3     |
| 47    | Thaïlande          | 1   | 0      | 2      | 3     |
| 49    | Croatie            | 1   | 0      | 1      | 2     |
| 50    | Cameroun           | 1   | 0      | 0      | 1     |
| 50    | Colombie           | 1   | 0      | 0      | 1     |
| 50    | Mozambique         | 1   | 0      | 0      | 1     |
| 53    | Brésil             | 0   | 6      | 6      | 12    |
| 54    | Jamaïque           | 0   | 6      | 3      | 9     |
| 55    | Belgique           | 0   | 2      | 3      | 5     |
| 55    | Afrique du Sud     | 0   | 2      | 3      | 5     |
| 57    | Argentine          | 0   | 2      | 2      | 4     |
| 58    | Taipei chinois     | 0   | 1      | 4      | 5     |
| 58    | Maroc              | 0   | 1      | 4      | 5     |
| 60    | Corée du Nord      | 0   | 1      | 3      | 4     |
| 61    | Moldavie           | 0   | 1      | 1      | 2     |
| 61    | Arabie saoudite    | 0   | 1      | 1      | 2     |
| 61    | Trinité-et-Tobago  | 0   | 1      | 1      | 2     |
| 64    | Irlande            | 0   | 1      | 0      | 1     |
| 64    | Sri Lanka          | 0   | 1      | 0      | 1     |
| 64    | Uruguay            | 0   | 1      | 0      | 1     |
| 64    | Viêt Nam           | 0   | 1      | 0      | 1     |
| 68    | Géorgie            | 0   | 0      | 6      | 6     |
| 69    | Costa Rica         | 0   | 0      | 2      | 2     |
| 69    | Portugal           | 0   | 0      | 2      | 2     |
| 71    | Arménie            | 0   | 0      | 1      | 1     |
| 71    | Barbade            | 0   | 0      | 1      | 1     |
| 71    | Chili              | 0   | 0      | 1      | 1     |
| 71    | Islande            | 0   | 0      | 1      | 1     |
| 71    | Inde               | 0   | 0      | 1      | 1     |
| 71    | Israël             | 0   | 0      | 1      | 1     |
| 71    | Koweït             | 0   | 0      | 1      | 1     |
| 71    | Kirghizistan       | 0   | 0      | 1      | 1     |
| 71    | Macédoine          | 0   | 0      | 1      | 1     |
| 71    | Qatar              | 0   | 0      | 1      | 1     |
| Total | Total              | 300 | 300    | 327    | 927   |

## Polémiques

### Départ précipité de Marie-José Pérec
48 heures avant le début des épreuves du 400 m, l'athlète française Marie-José Pérec quitte brusquement les Jeux olympiques en raison du harcèlement dont elle s'estime victime depuis son arrivée dans la ville australienne. L'athlète évoquera notamment l'agression verbale d'un individu ayant forcé la porte de sa chambre. Elle dut faire face également à la pression médiatique australienne dans la mesure où sa principale concurrente, Cathy Freeman, est une des athlètes les plus populaires d'Australie. Lors de son départ de l'aéroport de Singapour, son compagnon Anthuan Maybank aura une altercation avec un cadreur australien.
Marie-José Pérec avait comme objectif de remporter une troisième couronne consécutive sur le tour de piste mais cet épisode la poussa à mettre un terme définitif à sa carrière.

### Affaires de dopage
Dix cas de dopage ont été enregistrés durant ces jeux de Sydney. Ils concernent en majorité des haltérophiles et des lutteurs. Les athlètes suivants furent disqualifiés et déchus de leur médaille éventuelle.
| Nom                   | Pays      | Sport         | Substance  | Médaille              |
| --------------------- | --------- | ------------- | ---------- | --------------------- |
| Fritz Aanes           | Norvège   | Lutte         | nandrolone |                       |
| Ashot Danielyan       | Arménie   | Haltérophilie | stanozolol | bronze (105 kg)       |
| Izabela Dragneva      | Bulgarie  | Haltérophilie | diurétique | or (48 kg)            |
| Stian Grimseth        | Norvège   | Haltérophilie | nandrolone |                       |
| Ivan Ivanov           | Bulgarie  | Haltérophilie | diurétique | argent (56 kg)        |
| Alexander Leipold     | Allemagne | Lutte         | nandrolone | or (76 kg)            |
| Sevdalin Minchev      | Bulgarie  | Haltérophilie | diurétique | bronze (62 kg)        |
| Oyunbileg Purevbaatar | Mongolie  | Lutte         | furosémide |                       |
| Andreea Răducan       | Roumanie  | Gymnastique   | éphédrine  | or (concours général) |
| Andris Reinholds      | Lettonie  | Aviron        | nandrolone |                       |

## Médias
En France, France Télévisions, Canal+ et Eurosport diffusèrent l’événement.

## Moments mémorables
La participation d'Éric Moussambani, qui a réalisé l'anti-record de 1 min 52 s 72 au 100 mètres nage libre (le record du monde et olympique était de 47 s 84) a été très remarquée. Le nageur équatoguinéen évoluait pour la première fois dans un bassin olympique. Le public australien lui réserva une ovation durant les cérémonies de médailles en scandant son prénom. Les médias relevèrent le caractère incongru de sa performance, tout en applaudissant son courage, perçu comme un symbole de l'esprit olympique,.